# Kepler Object of Interest

Un objet d'intérêt de Kepler, en anglais Kepler Object of Interest (KOI), est une étoile observée par le télescope spatial Kepler pour laquelle un candidat de planète en transit a été détecté. Les KOI forment un sous-ensemble d'une liste de 150 000 étoiles sélectionnées pour le programme Kepler, qui est lui-même un sous-ensemble du Kepler Input Catalog (KIC).
Un KOI montre une perte de luminosité périodique, ce qui peut indiquer une planète invisible, mais passant entre l'étoile et la Terre, éclipsant une partie de l'étoile. Toutefois, une telle diminution de luminosité n'est pas une garantie d'une planète en transit car un système binaire peut conduire aux mêmes observations. C'est pour cette raison que la majorité des KOI ne sont pas des systèmes pour lesquels il y a confirmation qu'il existe une planète en transit astronomique.

## Données

### Nomenclature

Animation d'un transit astronomique.

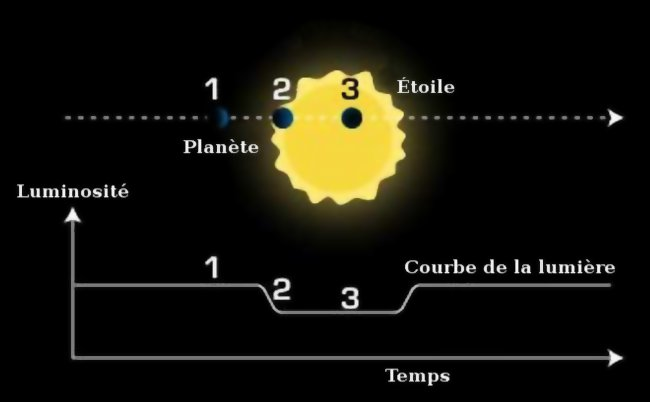
Le transit de la planète devant son étoile fait varier la luminosité de cette dernière.

Les étoiles observées par Kepler qui sont des candidates de transit astronomique sont désignées par « KOI » suivi d'un numéro. Pour un KOI donné, un ensemble d'observations d'un transit périodique est associé à deux chiffres décimaux qui suivent le numéro de l'étoile. Par exemple, le premier candidat autour de l'étoile KOI 718 est KOI 718.01 et le deuxième, KOI 718.02.
Si on vérifie qu'un candidat donné est une planète, alors l'étoile est désignée par le nom « Kepler » suivi d'un trait d'union et un numéro. Les planètes sont désignées de la même façon et suffixées d'une lettre qui indique leur ordre de découverte.

### Diffusion
Périodiquement, l'équipe de Kepler diffuse les KOI au public sous la forme d'une liste de planètes potentielles. La première diffusion a eu lieu le 15 juin 2010 et comportait 306 étoiles avec des exoplanètes possibles, selon les observations prises entre le 2 mai 2009 et le 16 septembre 2009. Depuis, la liste de 400 autres KOIs découverts a été diffusée.
Le 1er février 2011, une deuxième diffusion d'observations, faites durant la même période, comportaient des dates améliorées et énuméraient 1 235 signaux de transit autour de 997 étoiles.

### Informations de départ
Sont disponibles pour chacune des 150 000 étoiles cibles de Kepler, des estimations de température, rayon, gravité de surface et masse, dérivées d'observations photométriques prises avant le lancement de Kepler à l'observatoire Fred Lawrence Whipple.
De plus, pour les KOIs, des données sur la profondeur et (sauf exception) la fréquence de chaque signal de transit sont connues. En supposant que le signal vienne de la présence d'une planète, ces données peuvent être utilisées pour obtenir le rayon et la distance de celle-ci, relativement au rayon de son étoile et en supposant une excentricité orbitale nulle, ainsi que la période de révolution de la planète. En combinant ces données, on peut estimer les valeurs (non relatives) des distances de même que la température d'équilibre d'une planète,. En effet, on trouve :
{\displaystyle {T}_{eq}={T}_{\bigodot }{\left(1-a\right)}^{1/4}{\sqrt {\frac {{R}_{\bigodot }}{2D}}}}
à partir de la loi de Stefan-Boltzmann.

## Identification de planètes

### Sources d'erreur

Étoile binaire à éclipses.
En dessous : variation de la luminosité perçue.

On s'attend à ce que certains KOIs soient des faux positifs, i.e. ne soient pas véritablement des planètes, même si on estime que 90 % des KOIs candidats au transit possèdent des planètes. On pense que la plupart des faux positifs sont des étoiles binaires qui, bien qu'elles soient plus éloignées dans l'espace et moins brillantes que les KOIs, sont trop près de KOIs (sur leur projection) dans le ciel pour que le télescope Kepler les différencie. D'un autre côté, on s'attend à ce que les fluctuations statistiques sur les données contribuent à moins d'une instance de faux positif sur l'ensemble des 150 000 étoiles observées par Kepler.
En plus des faux positifs, il peut subvenir une mauvaise identification d'un signal de transit dû à une planète beaucoup plus grosse que l'estimation de Kepler. C'est le cas lorsqu'il y a d'autres sources de lumière que l'étoile qui subit le transit, comme dans un système binaire. Dans un tel cas, il y a plus de surface qui produit de la lumière que supposé. Puisque environ 34 % des systèmes stellaires sont binaires, jusqu'à 34 % des signaux des KOIs pourraient être plus grands que leur estimation (avec la supposition que la formation de planète est tout aussi probable dans les systèmes binaires que dans les systèmes simples). Davantage d'observations sont essentielles pour confirmer la nature d'une planète candidate.

### Vérification des planètes candidates
Des observations additionnelles sont nécessaires afin de confirmer qu'un KOI possède réellement la planète prédite, en éliminant les possibilités de faux positif et de mauvaise identification. La méthode la mieux établie est celle des vitesses radiales de la planète agissant sur le KOI. Cependant, pour plusieurs KOIs, ce n'est pas faisable et dans leur cas, l'imagerie par des télescopes au sol utilisant l'interférométrie des tavelures ou l'optique adaptative peut être utilisée, ce qui réduit les chances d'étoiles binaires s'éclipsant en arrière-plan (moins de 0,01 % d'erreur).
De plus, on peut faire la spectroscopie astronomique des KOIs pour déterminer si l'étoile fait partie d'un système binaire.

## Résultats
Le 3 mars 2014, Kepler avait trouvé 3 845 planètes candidates et 961 planètes confirmées autour de 76 étoiles,.

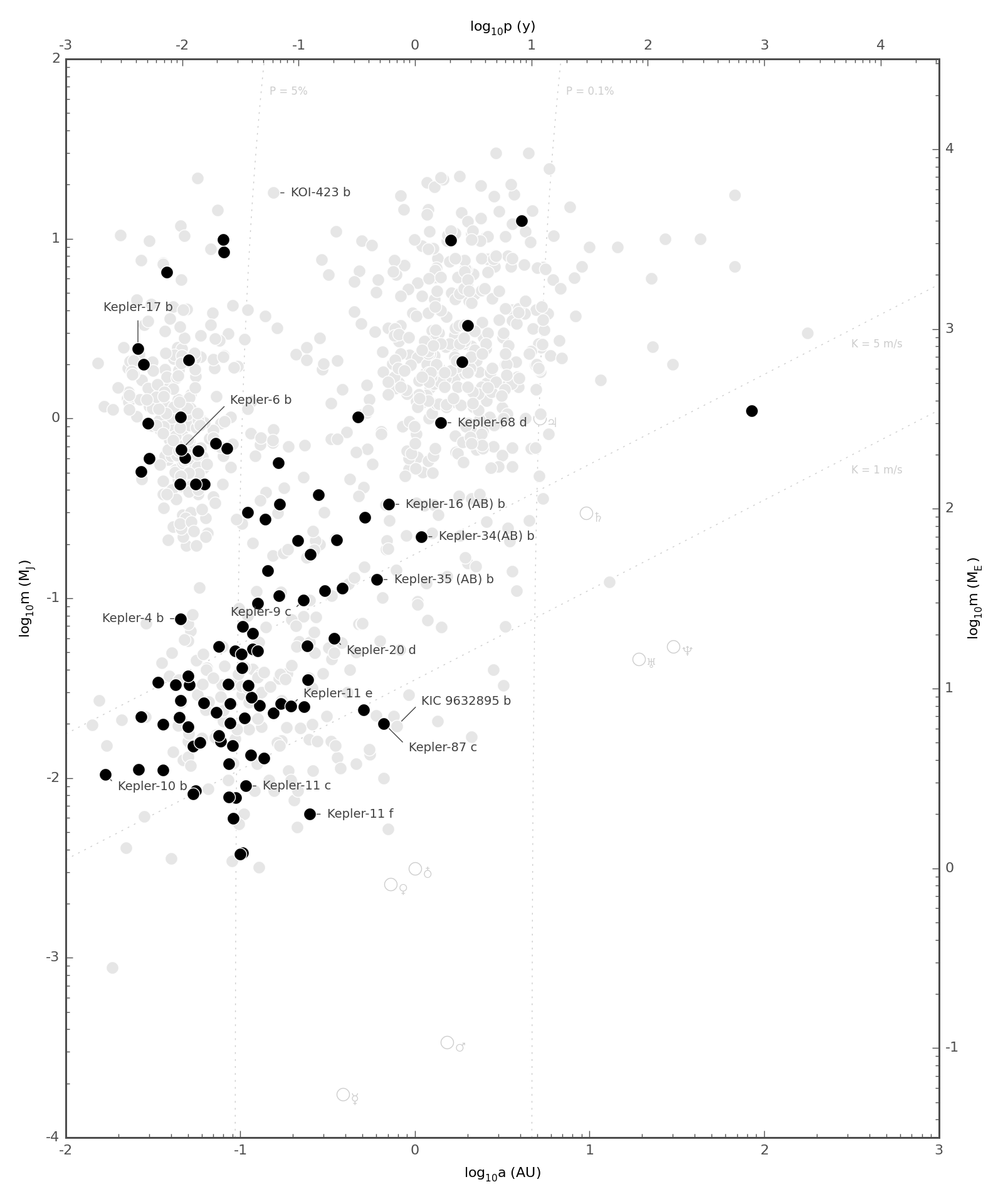
En noir, les planètes découvertes par Kepler au 2 janvier 2014.

Trois étoiles dans le champ de vision, identifiées comme Kepler-1, Kepler-2 et Kepler-3, ont des planètes qui ont été observées par Kepler et qui étaient préalablement connues à partir d'observations au sol. Ces étoiles sont cataloguées par TrES-2, HAT-P-7 et HAT-P-11.

### L'équipe deKepler
Huit étoiles ont d'abord été observées par Kepler de façon à indiquer des planètes en transit et leur nature a depuis été confirmée. Ces étoiles sont KOI 7, KOI 18, KOI 17, KOI 97, KOI 10, KOI 377, KOI 72 et KOI 157. De celles-ci, KOI 377 et KOI 157 ont des planètes multiples (trois et six respectivement) confirmées.

### Externes à l'équipe deKepler
En utilisant l'information des KOIs, une équipe d'astronomes a collecté les données de vitesse radiale en se servant du spectrographe à échelle SOPHIE pour confirmer l'existence de la planète candidate KOI-428 b (dorénavant nommée Kepler-40 b) en 2010. En 2011, la même équipe a confirmé la planète candidate KOI-423 b (dorénavant nommée Kepler-39 b).

### Découvertes de planètes non confirmées

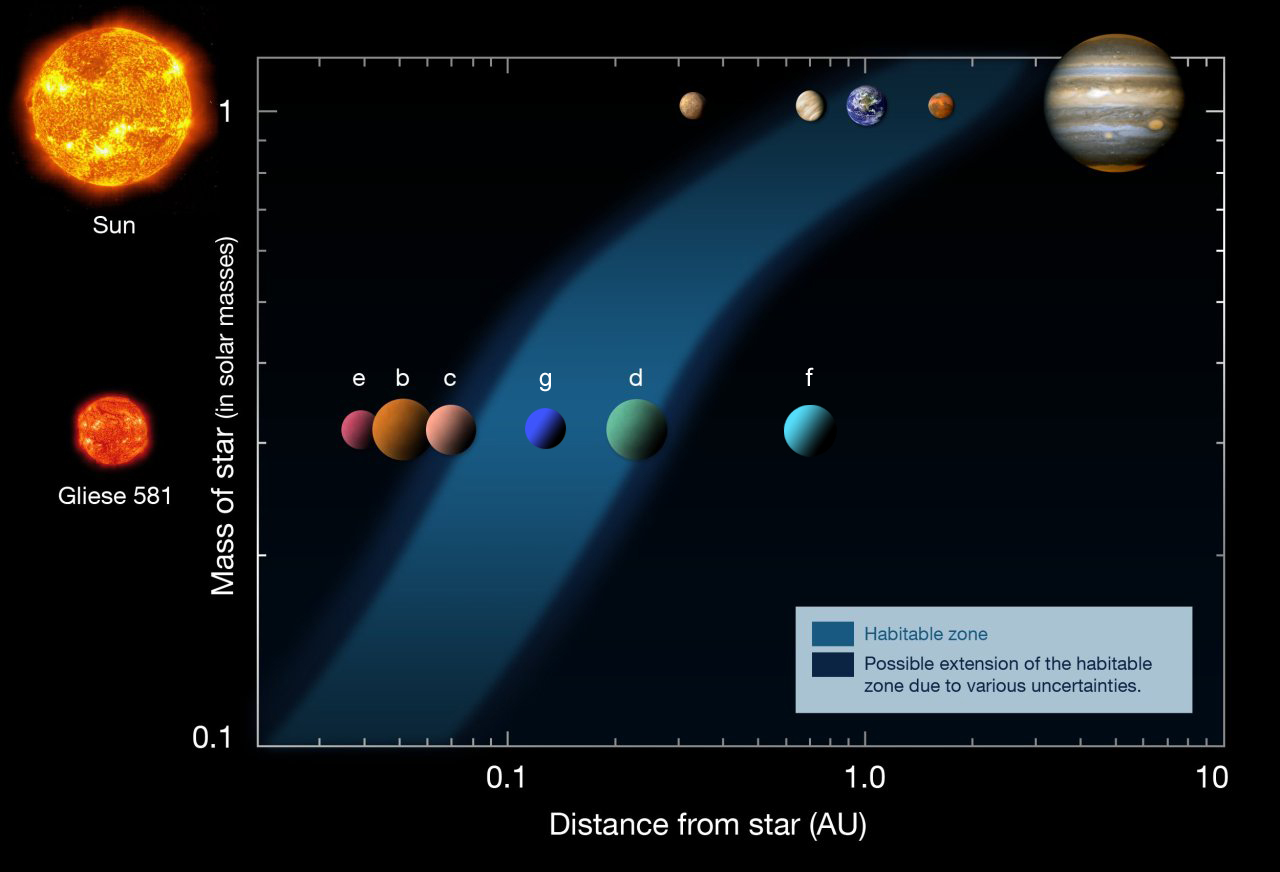
Zone habitable autour du Soleil (en haut) et de Gliese 581 (au milieu).

L'étoile Kepler-20 (KOI 70) possède des signaux de transit qui indiquent l'existence d'au moins quatre planètes. Si elle est confirmée, KOI 70.04 serait la plus petite planète découverte autour d'une étoile de la séquence principale (avec 60 % du rayon terrestre) et la deuxième plus petite exoplanète après PSR B1257+12. On estime à plus de 80 % les chances que KOI 70.04 soit telle que prévue par Kepler et non un faux positif ou une mauvaise identification.
Six signaux de transit rendus publics dans les données du 1er février 2011 sont indicatifs de planètes semblables à la Terre (moins de deux fois le rayon terrestre) et situées en zone habitable. Ceux-ci sont : KOI 1026.01, KOI 854.01, KOI 701.03, KOI 268.01, KOI 326.01 et KOI 70.03. Une étude plus récente a trouvé que l'un d'entre eux, KOI 326.01, est en fait indicatif d'une planète beaucoup plus grande et plus chaude.
Une étude de 2011 par Muirhead et al. rapporte que la recalibration de rayons estimés et températures effectives de plusieurs étoiles naines dans l'échantillon de Kepler produit six nouvelles candidates de grandeur terrestre qui sont dans la zone habitable de leur étoile : KOI 463.01, KOI 1422.02, KOI 947.01, KOI 812.03, KOI 448.02, KOI 1361.01.

### Découvertes qui ne sont pas des planètes

Comparaison de grandeur entre la naine blanche IK Pegasi B (au centre), son compagnon de classe A, IK Pegasi A (à gauche) et le Soleil (à droite).

Plusieurs KOIs ont des objets transitant qui sont plus chauds que l'étoile transitée, ce qui indique que les plus petits objets sont des naines blanches, formées par transfert de masse. Parmi ces objets, on trouve : KOI 74, KOI 81 et KOI 959,.
On croit que KOI 54 est un système binaire qui contient deux étoiles blanches de la séquence principale (classe A) avec des orbites hautement excentriques de grand axe de 0,4 UA. Durant l'apsides, le système devient périodiquement plus brillant, à cause de la force de marée. De plus, ces forces de marée induisent des pulsations de résonance dans une des étoiles (ou les deux), ce qui en fait le quatrième système stellaire à démontrer une telle caractéristique.
KOI 126 est un système stellaire triple comprenant deux étoiles de faibles masses (0,24 et 0,21 masse solaire) orbitant l'une autour de l'autre avec une période de 1,8 jour et un demi-grand axe de 0,02 UA. Ensemble, elles orbitent une étoile de 1,3 masse solaire avec une période de 34 jours et un demi-grand axe de 0,25 UA. Les trois étoiles s'entre-éclipsent, ce qui permet des mesures précises de leurs masse et rayon. Les deux étoiles de faibles masses sont donc deux parmi seulement quatre étoiles à convection (c'est-à-dire, à convection non partielle) à avoir des paramètres qu'on a précisément déterminés (mieux qu'à quelques pourcents d'erreur). Les deux autres étoiles sont les étoiles à éclipses du système CM Draconis.

## Autres sources
- « The Kepler Bonanza, Making Sense of Over a 1200 Extrasolar Worlds », astroblogger.blogspot.com, 8 février 2011 (consulté le 10 février 2011).
- Dennis Overbye, « Kepler Planet Hunter Finds 1,200 Possibilities », The New York Times,‎ 2 février 2011 (lire en ligne, consulté le 10 février 2011).
- « NASA Finds Earth-size Planet Candidates in Habitable Zone, Six Planet System », NASA Kepler News, NASA,‎ 1er février 2011 (lire en ligne, consulté le 14 février 2011).